# Dilan Yeşilgöz-Zegerius
Dilan Yeşilgöz-Zegerius, née le 18 juin 1977 à Ankara (Turquie), est une femme politique néerlandaise d'origine kurde. Membre du Parti populaire pour la liberté et la démocratie (VVD), qu'elle dirige depuis 2023, elle est représentante à la Seconde Chambre de 2017 à 2021 et à nouveau depuis 2023, secrétaire d'État aux Affaires économiques et à la Politique climatique de 2021 à 2022 et ministre de la Justice et de la Sécurité de 2022 à 2024.

## Biographie

### Origines et études
Elle immigre aux Pays-Bas avec sa mère et sa sœur en 1984, après que son père, le militant kurde Yücel Yeşilgöz, a quitté la Turquie trois ans plus tôt comme réfugié, en raison de ses activités syndicales et politiques. Elle étudie les sciences sociales et culturelles à l'université libre d'Amsterdam.

### Carrière politique
Dilan Yeşilgöz-Zegerius milite d'abord au Parti socialiste (SP), à la Gauche verte (GL) puis au Parti travailliste (PvdA). De 2014 à 2017, elle est conseillère municipale d'Amsterdam, sous la bannière du Parti populaire pour la liberté et la démocratie (VVD),.
Elle est élue représentante à la Seconde Chambre des États généraux lors des élections législatives de 2017 sur la liste du VVD. Connue pour un franc-parler qui lui vaut la qualification de « pitbull [empathique] » par le Volkskrant, elle affirme dans un entretien au NRC Handelsblad, au sujet de la jeunesse turco-néerlandaise : « Il n'y a tout simplement pas de discrimination structurelle aux Pays-Bas. […] Si tu dis : je hais ce pays […]. Alors je [te réponds] : qu'est-ce qui te retient ici? Tu n'es pas seulement citoyen néerlandais par ton passeport, mais aussi par ton comportement. […] Si tu es ici, qui que tu sois, et que tu utilises [nos] libertés […] pour te retourner contre nous, alors nous allons vraiment avoir un problème ».
Elle est d'abord porte-parole de son parti pour la justice et la sécurité, puis s'occupe du climat et de la politique énergétique, prenant fermement position en faveur de l'énergie nucléaire. Le 25 mai 2021, elle est nommée secrétaire d'État aux Affaires économiques et à la Politique climatique sous le troisième cabinet de Mark Rutte, venant épauler la chrétienne-démocrate Mona Keijzer. Le 10 janvier 2022, elle devient ministre de la Justice et de la Sécurité dans le quatrième cabinet de Mark Rutte,.
Elle est pressentie pour mener la liste du VVD aux élections législatives de 2023 à la suite de la chute du gouvernement de Mark Rutte et l'annonce du retrait de la vie politique de ce dernier. Favorable à une droitisation du programme du parti libéral, elle se présente comme une adversaire résolue du « wokisme » et milite pour une politique d'immigration plus restrictive.  Elle déclare ne pas exclure l’hypothèse d'une alliance avec le dirigeant d’extrême droite Geert Wilders. La liste qu'elle conduit termine en troisième position.

## Sources
- (en) Cet article est partiellement ou en totalité issu de l’article de Wikipédia en anglais intitulé « Dilan Yeşilgöz-Zegerius » (voir la liste des auteurs).

- (nl) Cet article est partiellement ou en totalité issu de l’article de Wikipédia en néerlandais intitulé « Dilan Yeşilgöz-Zegerius » (voir la liste des auteurs).